# Alberto Pagnussatt
Alberto Pagnussatt (Borgo Valsugana, 8 de enero de 1946 - San Jorge, Huesca, 16 de septiembre de 2017) fue un escultor, orfebre y poeta autodidacta de origen italiano, radicado desde niño en España. 

## Biografía
De padre austriaco-italiano y madre española, se trasladó con su familia  a Zaragoza en 1948.murió. el 16 de septiembre de 2017
Estudió por libre Orfebrería y Artes y Oficios en Zaragoza desde 1960.
En 1969 cursó estudios de Litografía y Aguafuerte (Artes Suntuarias del Libro) en la Escuela Massana de Barcelona. Realizó un viaje iniciático por Europa en compañía de su amiga la pintora Julia Dorado.
Desde esa fecha reside en las Islas Canarias, Marbella y Marruecos donde toma contacto con la cultura “underground” del momento mientras continúa sus investigaciones artísticas sobre mitología, arqueología e historia antigua trabajando con piedra volcánica, madera, grabado en metal, joyería, etc. hasta su regreso a Zaragoza en 1976.
1.ª Exposición colectiva de escultura en la sala “TRAZA”  de Zaragoza en 1976.
Obtiene un accésit en el “Certamen de pintura y escultura del Premio San Jorge” Zaragoza en 1977.
En 1982 abre el “taller de Broqueleros” donde recibe a jóvenes artistas interesados en la escultura en piedra “tradicional” (Fernanda Sanz, Isabel Queralt, Irene Cantabrana, Pilar Pérez, Carlos Mastral, que luego formarán parte del equipo de escultores de la futura Asociación Cultural “Pablo Gargallo”). Taller frecuentado por relevantes personajes de la ciudad; Jorge Gay, Luis Franco, Carlos Ochoa, Antonio Fernández Molina, Ángel Orensanz, Mariano Peman, Pepe Cerdá, Manuel Arcón, etc.
En 1983 funda la Asociación Cultural “Pablo Gargallo” (A.C. P.G), entre cuyos fines se encontraban la dignificación de la obra pública escultórica y la recuperación de la talla directa en piedra de forma artesanal, de la que formaron parte además del equipo de escultores de la A.C.P.G., destacados miembros de la cultura del momento como; Pedro Sabirón músico y lutier, Gregorio Millas pintor, Ignacio Mayayo pintor, José Aznar Grasa arquitecto, Manuel Ribasés aparejador y pintor, entre otros.
En 1984 el ayuntamiento de Zaragoza cede a la A. C. P. G. una de las naves del antiguo Matadero -obra de Ricardo Magdalena- en la que se inicia una fructífera actividad de talla en piedra con la participación de un significativo número de estudiantes y aficionados al arte escultórico y que posteriormente, fue dirigido por Gregorio Millas.
En este mismo año proyecta y realiza parcialmente el conjunto escultórico llamado “Monumento al origen” junto con el equipo de escultores de la Asociación Cultural “Pablo Gargallo” en el parque Primo de Ribera de Zaragoza y los primeros bosquejos de Plaza Europa.
En 1986 se traslada con el equipo de escultores de la A.C.P.G. a Villa María -mansión decimonónica con jardines, arbolado y huertas- a las afueras de Zaragoza, estableciéndose allí el taller de escultura y en la que se realizaron exposiciones, conciertos de música clásica, concursos de escultura -como el 1.er Certamen de talla directa en piedra Año 1988 cuyo ganador fue el ruso Alexander Sokolof- entre otras actividades artísticas y culturales, y que atrajo la atención mediática y de nuevo un buen número de pintores, escultores, músicos, arquitectos y personalidades públicas y políticas de la época.
En este taller-sede de la A.C.P.G. se realizó gran parte de la obra urbanística y escultórica de la Asociación, como el anteproyecto de la “Plaza Europa”, fachada noble -Escudo de Aragón y balconada- DGA, entre otras firmadas con las siglas T. G (Taller Gargallo).
En 1990, una vez disuelta la A. C. P. G., traslada su taller individual a Garrapinillos a las afueras de Zaragoza, donde concluye la obra de la “Plaza de Europa”,”El monumento a los hermanos Argensola”  y otros encargos de diferentes  Ayuntamientos  y estamentos oficiales.
En 1997, debido a problemas económicos y embargado su taller, se traslada a la Provincia de Huesca, donde residió dedicado principalmente a la poesía, la escultura, la joyería y otras actividades artísticas. 
Su obra, arcaizante a veces, rayando el surrealismo otras, y casi siempre de difícil clasificación puede considerarse ecléctica, o a contracorriente.
En 2017, el 16 de septiembre, fallece por causas naturales. QDP.

## Obras principales

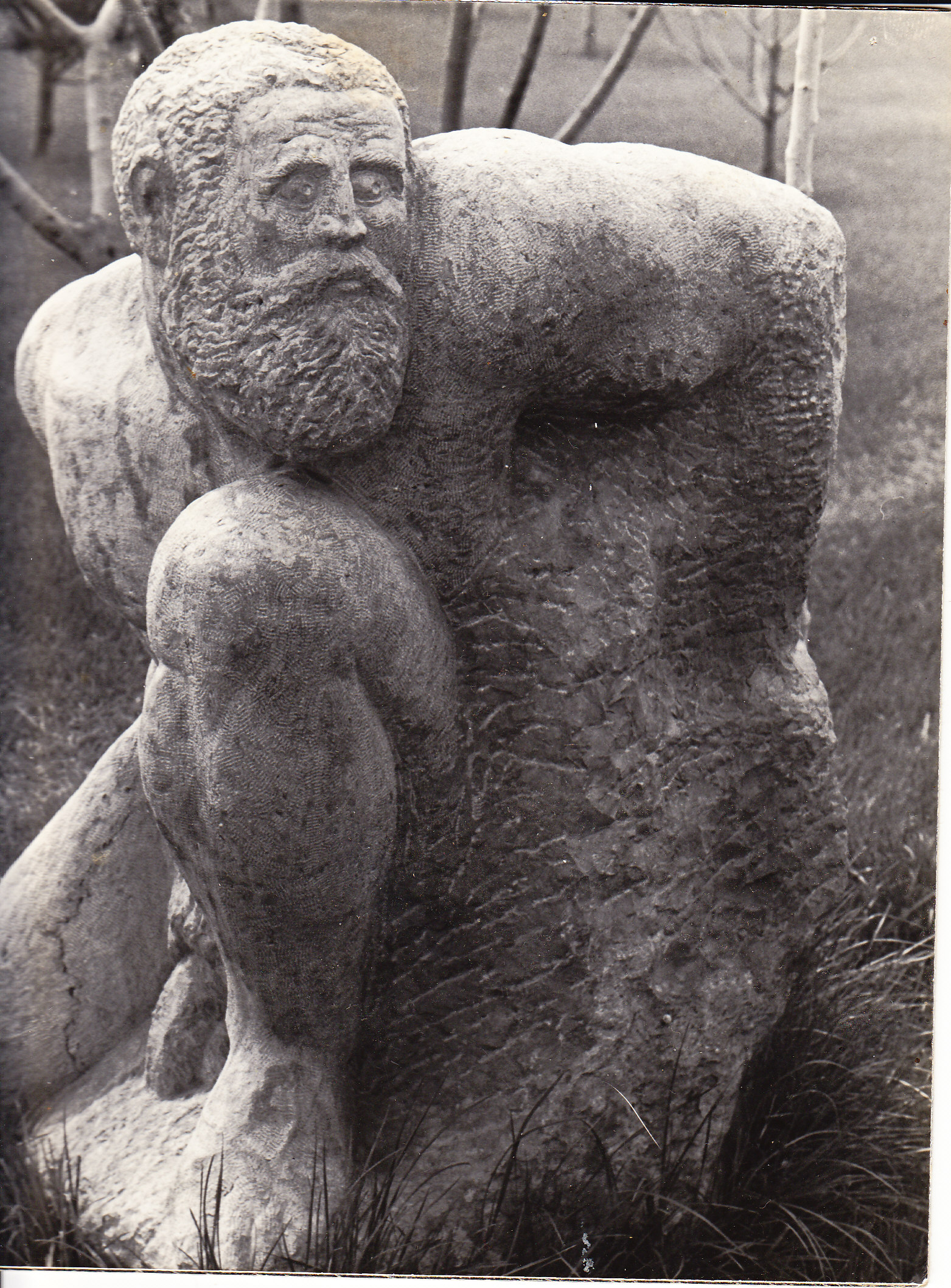
Escultura Hércules 1981

Creación Monumento a los Hermanos Argensola por Alberto Pagnussatt

- Hércules- Adán  (1981) Colección particular. - Piedra
- Atlante (1983) Zaragoza - Piedra
- Monumento a la Paz y a la Convivencia (1985) Villa de Zuera, Zaragoza. - Piedra
- Monumento al Origen (1985) Parque Primo de Ribera, Zaragoza. - Piedra (En colaboración con A.C.P.G.)
- Busto de Ricardo Magdalena (1986) Zaragoza - Bronce (A.C.P.G.)
- Esculturas Museo de Gallocanta (1986) Gallocanta - Piedra (En colaboración con A.C.P.G.)
- Pedestal de Goya (Honorio García Condoy) Zaragoza (1986) - Piedra (En colaboración con A.C.P.G.)
- Monumento a Ramón Esteruelas Rolando (1986) Zaragoza - Piedra (En colaboración con A.C.P.G.)
- Monumento a Isabel Zapata (1987) Zaragoza - Piedra (A.C.P.G.)
- Escudo de Aragón, y balcón presidencial de la fachada del edificio Pignatelli ( DGA ) Zaragoza (1987) - Piedra (En colaboración con A.C.P.G.)
- Fuente-escultura a Miguel Servet (1988) Zaragoza - Piedra (En colaboración con A.C.P.G.)
- Plaza Europa, Obelisco, diseño y farolas (1987-90) Zaragoza - Piedra (En colaboración con A.C.P.G.)
- Remodelación del entorno de la Iglesia de la Magdalena (1990), Zaragoza- Piedra, Bronce, etc. (En colaboración con Ignacio Mayayo)
- Monumento a los Hermanos Argensola (1991) Zaragoza - Piedra
- Monumento a Mariano Lagasca (1992) Encinacorba - Piedra
- Monumento al Dr. Hahnemann (1992) Zaragoza – Piedra
- “Aguadora” (1994) Sobradiel - Piedra
- “Las edades del Hombre” (1994). Zaragoza - Piedra
- Escudo Conmemorativo del Obispo de Roda (1998) Ontiñena - Piedra
- Escultura de “ La Primavera” (1998) Almunia de Doña Godina - Hierro
- Monolito Scouts de Aragón “ Empíreo” (2010) Zaragoza - Piedra
- Libro de poemas “Desde el callejón del perro” Bajo el pseudónimo “Artau'd Etto. (2009)
- Libro de poemas “De la indignación y otras emociones” Bajo el pseudónimo “Artau'd Etto. (2015)